# Вержбицкий, Николай Константинович
Николай Константинович Вержбицкий (1889—1973) — русский советский журналист и писатель-мемуарист. Автор книг воспоминаний о С. А. Есенине, А. И. Куприне, книги «Записки старого журналиста».

## Биография
Николай Вержбицкий родился в Санкт-Петербурге 6 декабря 1889 года. Закончил Одиннадцатую Санкт-Петербургскую гимназию. В последнем классе гимназии вступил в подпольный кружок, в марте 1906 года накануне выпуска его исключили из гимназии с «волчьим билетом», что лишило его права поступления в университет. Начал печататься с 1907 года. Публиковался в газетах «Товарищ», «Наша жизнь», «Русь», с 1911 г. сотрудничал с журналом «Сатирикон» у А. Аверченко.
В 1914 году добровольцем ушёл на фронт санитаром, с 1916 года в запасе по состоянию здоровья. В 1916 году вернулся в Москву.
После Октябрьской революции активно сотрудничал с РОСТА. В 1919 году работал в созданном по распоряжению вождя агитационном поезде ВЦИК во главе с Калининым. Работал редактором частной газеты «Газета для всех». «В декабре 1918 по личному распоряжению Ленина был отправлен на Волгу, в район кулацких восстаний и помогал укреплению парторганизаций», — пишет он. В 1918—1919 годах — редактор сердобской уездной газеты «Голос коммуниста». В 1921 году вернулся в Москву, участвовал в организации кооперативного издательства «Московский рабочий», сотрудничал в «Крокодиле». В 1923 году в Москве стал редактором журнала «Жизнь». С 1924 по 1932 год проживал на Кавказе, работая очеркистом в газете «Заря Востока» (Тифлис). В эти годы встречался с В. В. Маяковским и С. А. Есениным, приезжавшими на Кавказ.
С 1937 года, будучи в это время сотрудником «Известий», выполнял обязанности «общественного секретаря» вернувшегося на родину А. И. Куприна, с которым, по собственным словам, был знаком с 1910 года. По свидетельствам современников, роль Вержбицкого при Куприне в это время была очень велика — все встречи писателя проходили в его присутствии, через него проходили все письма, присылаемые Куприну. Достоверно установлено, что статья в «Известиях» за июнь 1937 года, подписанная именем Куприна, принадлежит перу Вержбицкого; по мнению А. В. Храбровицкого, им же написаны и другие патриотические статьи, публиковавшиеся от имени Куприна.
В июле 1941 года, в начале Великой Отечественной войны, снова пошёл добровольцем в ополчение, но из-за сильной близорукости уже осенью был демобилизован. Сын Вержбицкого погиб во время войны; в эти же годы умерла и его первая жена. В 1944 году он женился вторично на Эдде Семёновне Медведковской.
После войны выступал с докладами и литературными воспоминаниями, был лектором Бюро пропаганды при Союзе писателей. Опубликовал более 500 рассказов, очерков, статей, фельетонов, 14 отдельных книг.
В № 1 журнала «Дальний Восток» за 1956 год и № 1 журнала «Звезда» за 1957 год были опубликованы мемуарные записки Вержбицкого «Встречи с Куприным». Весной 1957 года он встречался с первой женой Куприна — Марией Карловной Куприной-Иорданской — и записал её рассказы о муже (изданы в 1996 году); при этом в своём дневнике Вержбицкий называл её «так называемая жена Куприна». Летом 1958 года его поразил паралич, из-за чего он утратил речь и способность двигать правой рукой. С этого момента его литературную деятельность продолжала жена. Тем не менее в начале 1960-х годов Вержбицкий ещё принял деятельное участие в судьбе вернувшейся из лагеря Нины Николаевны Грин — вдовы Александра Грина, с которым был давно знаком и несколько месяцев проживал в одной квартире. Он помогал Нине Грин материально, а свои связи в литературном мире использовал для возвращения произведений Александра Грина на книжные полки и открытия музея писателя.

## Литературное наследие
В 1961 году вышли в свет одновременно три книги мемуаров Вержбицкого — «Записки старого журналиста» (Москва), «Встречи с Куприным» (Пенза) и «Встречи с Есениным» (Тбилиси). Хотя впоследствии эти книги неоднократно использовались в качестве биографических источников, к их достоверности существуют претензии. Так, в книге «Встречи с Есениным» литературоведы отмечают ряд эпизодов, которые на деле происходить не могли. К таким эпизодам относятся, в частности, просьба Есенина к Вержбицкому в начале 1921 года познакомить его с Б. Ф. Макиным — заведующим Центропечати, а в прошлом редактором газеты «Советская страна», с которым он, вероятно к тому времени был уже два года знаком; встреча Есенина с Маяковским в Тифлисе в 1924 году и совместное посещение ими серной бани (Маяковский уехал из Тифлиса 6 сентября 1924 года, а Есенин не мог там появиться ранее 9 сентября); роль театрального администратора И. И. Шнейдера в знакомстве Есенина с Айседорой Дункан; роль самого Вержбицкого в знакомстве Есенина с творчеством персидских классических поэтов, якобы давшем толчок к написанию цикла «Персидские мотивы». Есенину приписываются колкости в адрес Маяковского, появившиеся из-под пера другого автора тремя годами позже, а эпизоды из воспоминаний других людей о Есенине Вержбицкий описывает, как произошедшие с ним самим. В целом есениновед Ю. Б. Юшкин делает вывод, что «Вержбицкий многое из 20-х годов забыл и ему пришлось изрядно пофантазировать».
Схожие претензии высказывались и к воспоминаниям Вержбицкого о Куприне. Возмущённые письма после выхода книги ему отправили А. В. Храбровицкий и исследователь творчества Мамина-Сибиряка Б. Д. Удинцев. «Насквозь лживыми» назвала мемуары М. К. Куприна-Иорданская, считавшая, что Куприн с Вержбицким мог быть знаком «лишь по пьяной лавочке». Ф. И. Кулешов, один из ведущих куприноведов СССР, писал: «в воспоминаниях Вержбицкого, действительно, содержатся вещи несуразные, нередко просто бестактные. <…> то и дело чувствуется какая-то фальшь».
Уже после смерти Николая Вержбицкого, в 1976 году, в московском издательстве «Советская Россия» усилиями Э. С. Медведовской вышло собрание его воспоминаний и очерков «Встречи».